# Scott Irwin
Scott Keegan Irwin (Duluth, 14 maggio 1952 – 5 settembre 1987) è stato un wrestler statunitense.
Era meglio conosciuto come membro del tag team "The Super Destroyers" con suo fratello Barney "Bill" Irwin.

## Carriera

### World Wide Wrestling Federation (1978)
Irwin esordì nella World Wide Wrestling Federation il 14 marzo 1978 come parte del tag team Yukon Lumberjacks, con il ring name "Lumberjack Eric", insieme a Zarinoff Lebeouf ("Lumberjack Pierre"). Poco tempo dopo il debutto, i Lumberjacks lottarono contro Dino Bravo e Dominic DeNucci per il WWF Tag Team Championship, ma il match terminò in una doppia squalifica. Proseguirono il feud con Bravo & DeNucci, e dopo vari tentativi infruttuosi, i Lumberjacks vinsero finalmente i titoli il 26 giugno. Nei mesi seguenti difesero le cinture in vari match contro avversari quali Bravo & DeNucci, Gorilla Monsoon & S.D. Jones e Haystacks Calhoun & Tony Garea. Il 21 novembre furono sconfitti da Garea & Larry Zbyszko. Dopo la perdita del titolo, Pierre si ritirò dal wrestling poco tempo dopo ed Eric lasciò la WWWF.

### Mid-South Wrestling (1980-1982)
Irwin continuò ad usare la gimmick di Super Destroyer in CWF per il resto del 1979 prima di debuttare nella Mid-South Wrestling il 27 novembre 1980, perdendo un match con Ted DiBiase. Irwin, come Super Destroyer, tornò nella Mid-South il 18 aprile 1981, e vinse l'UWF Tag Team Championship insieme a The Grappler sconfiggendo Dick Murdoch e Junkyard Dog nella finale di un torneo per l'assegnazione del titolo vacante. Tuttavia, The Destroyer e The Grappler persero le cinture tag team pochi giorni dopo contro Murdoch e JYD, il 27 aprile. Il 1º maggio, Destroyer si rifece vincendo il Louisiana Heavyweight Championship. Detenne il titolo per oltre due mesi prima di essere sconfitto da Bob Roop il 22 luglio. Irwin continuò a lottare come Super Destroyer anche nella Continental Wrestling Association, dove formò un tag team di successo con Masked Superstar.

### The Super Destroyers (1982-1984)
Il team fu mandato alla Georgia Championship Wrestling, dove il 22 gennaio 1982 riscosse ulteriori successi conquistando l'NWA National Tag Team Championship da Bob e Brad Armstrong. A partire da marzo, Masked Superstar cedette la propria metà del titolo a Big John Studd. Il 2 luglio Super Destroyer e Studd persero le cinture contro i Fabulous Freebirds. Dopo la perdita dei titoli, Super Destroyer tornò alla competizione singola e poi formò il tag team The Super Destroyers insieme al fratello Bill Irwin. Bill divenne Super Destroyer No. 1 mentre Scott divenne Super Destroyer No. 2, e la coppia vinse l'NWA American Tag Team Championship sconfiggendo Bulldog Brower e Roddy Piper nell'ottobre 1983. Poco tempo dopo il debutto, Skandor Akbar divenne il loro manager. Il 25 dicembre i Destroyers persero il titolo in favore di Brian Adias e Iceman King Parsons per poi riconquistarlo il 30 gennaio 1984. I Destroyers restarono campioni per quattro mesi prima di essere sconfitti dai Rock 'n' Soul (Parsons & Buck Zomhofe). Riconquistarono ancora le cinture tredici giorni dopo, ma nel corso del match, i Rock 'n' Soul tolsero loro le maschere.

## Morte
Irwin morì il 5 settembre 1987 a causa di un tumore al cervello. Aveva 35 anni.

## Personaggio
- Mossa finale
  - Superplex[1][2]
- Manager
  - Skandor Akbar[2]
  - Oliver Humperdink[2]
- Soprannome
  - "Hog"[1][2]

## Titoli e riconoscimenti
- Cauliflower Alley Club
  - Posthumous Award (2007) con Betty Joe Hawkins
- Championship Wrestling from Florida
  - NWA Florida Tag Team Championship (1) – con Bugsy McGraw[9]
  - NWA Southern Heavyweight Championship (Florida version) (1)[10]
  - NWA United States Tag Team Championship (Florida version) (1) – con Jos LeDuc[11]
- Georgia Championship Wrestling
  - NWA National Heavyweight Championship (1)[12]
  - NWA National Tag Team Championship (3) – con Big John Studd (1), Masked Superstar (1), e Bill Irwin (1)[7]
- Lutte Internationale
  - Canadian International Tag Team Championship (1) – con Bill Irwin[13]
- Pro Wrestling Illustrated
  - 77º posto nella lista dei migliori 100 tag team (con Masked Superstar) nei "PWI years" del 2003[14]
- Mid-South Wrestling Association
  - Mid-South Louisiana Heavyweight Championship (1)
  - Mid-South Tag Team Championship (1) – con The Grappler
- World Class Championship Wrestling
  - NWA American Tag Team Championship (4) – con Super Destroyer #1/Bill Irwin[15][16]
  - WCCW Television Championship (2)[17][18]
- World Wide Wrestling Federation
  - WWWF World Tag Team Championship (1) – con Yukon Pierre[19]
- Wrestling Observer Newsletter
  - Best Wrestling Maneuver (1982) Superplex